# 加尔斯希亚姆纳加尔
加尔斯希亚姆纳加尔（英語：Garshyamnagar），是印度西孟加拉邦North Twentyfour Parganas县的一个城镇。总人口數為7354人（2001年）。

## 人口
该地2001年总人口數為7354人，其中男性為3707人，女性為3647人；0—6岁人口為613人，其中男性為298人，女性為315人；识字率為79.40%，其中男性为83.90%，女性为74.83%。